# 1300-ті до н. е.

## Правителі
- фараон Єгипту Хоремхеб;
- Правитель Міттані Шаттуара І;
- Правителі Ассирії Арік-ден-ілі та Ададнерарі І;
- Правитель Вавилонії Назі-Марутташ;
- Правитель Хатті Мурсілі II.